# Zofia Pętkowska
Zofia Pętkowska (ur. 20 sierpnia 1871 w Stemplewie, zm. 8 czerwca 1948 w Łodzi) – polska nauczycielka, działaczka Sodalicji Mariańskiej. Współzałożycielka pierwszego w Łodzi polskiego gimnazjum żeńskiego.

## Życiorys
Ukończyła gimnazjum i zdała egzamin nauczycielski w Łodzi, następnie przez 10 lat uczyła w łódzkich gimnazjach, w tym głównie szkole Jezierskiej. W 1901 wraz z siostrą, Wiktorią Macińską (z d. Pętkowską), została założycielką pierwszego polskiego gimnazjum żeńskiego w Łodzi. Szkoła powstała w budynku przy ul. Wólczańskiej 55, w 1906 funkcjonowała jako 4-klasowa z polskim językiem nauczania. W 1921 funkcjonowała pod nazwą: Prywatne Gimnazjum Wiktorii Macińskiej i Zofii Pętkowskiej i (od 1920) posiadała niepełne prawa gimnazjum państwowego. Do 1934 szkoła funkcjonowała jako ośmioklasowe gimnazjum, a następnie czteroklasowe gimnazjum i dwuklasowe liceum, zmieniając nazwę na Prywatne Gimnazjum i Liceum Żeńskie Z. Pętkowskiej. W 1937 szkoła zyskała uprawnienia szkoły państwowej, a w powstała przy niej szkoła powszechna. Pętkowska prowadziła szkołę do 1948 z przerwą podczas II wojny światowej, w której do 1939 uczyła historii i języka polskiego. Podczas II wojny światowej uczestniczyła jako nauczycielka w tajnym nauczaniu.

### Życie prywatne
Była siostrą współzałożycielki swojego gimnazjum – Wiktorii Macińskiej (zm. 1926) – żony nauczyciela i działacza katolickiego – Pawła Macińskiego.
Została pochowana w części rzymskokatolickiej Starego Cmentarza w Łodzi w grobie rodzinnym.

## Odznaczenia
- Złoty Krzyż Zasługi[1][2][6] – za działalność na polu pracy społecznej[6].